# Schlackenreuth
Schlackenreuth ist ein Gemeindeteil des Marktes Presseck im Landkreis Kulmbach (Oberfranken, Bayern). Schlackenreuth liegt in der Gemarkung Schlackenreuth.

## Geografie
Das Dorf liegt am rechtsseitigen Talhang des Schlackenmühlbaches, des rechten Oberlaufs der Unteren Steinach. Der Ort ist über eine Gemeindeverbindungsstraße erreichbar, die von Presseck ausgehend über Trottenreuth nach Schlackenreuth führt, wo sie nach Durchquerung des Ortes über Rützenreuth in Richtung Enchenreuth weiterverläuft. Vom Dorf aus führt südostwärts eine kurze Stichstraße zu der am rechten Ufer des Schlackenmühlbaches gelegenen Schübelsmühle, an der der Mühlenweg des Frankenwaldvereins vorbeiführt.

## Geschichte
Schlackenreuth gelangte 1697 in den Besitz von Karl Friedrich von Rieneck, als dieser das Gericht Presseck vom verschuldeten Adelsgeschlecht der Wildensteiner käuflich erwarb.
Gegen Ende des 18. Jahrhunderts bestand Schlackenreuth aus 13 Anwesen (1 Hof, 7 Güter, 5 Tropfhäuser). Das Hochgericht sowie die Grundherrschaft übte die Herrschaft Wildenstein aus.
Seit 1806 gehört Schlackenreuth zu Bayern. Mit dem Gemeindeedikt wurde der Ort dem 1808 gebildeten Steuerdistrikt Presseck zugewiesen. 1818 entstand die Ruralgemeinde Schlackenreuth, zu der Birken, Ochsengarten, Petersmühle, Rützenreuth, Schübelsmühle, Trottenreuth und Wahl gehörten. Sie war in Verwaltung und Gerichtsbarkeit dem Landgericht Stadtsteinach zugeordnet und in der Finanzverwaltung dem Rentamt Stadtsteinach (1919 in Finanzamt Stadtsteinach umbenannt). Von 1816 bis 1823 war das Herrschaftsgericht Heinersreuth zuständig. Ab 1862 gehörte Schlackenreuth zum Bezirksamt Stadtsteinach (1939 in Landkreis Stadtsteinach umbenannt). Die Gerichtsbarkeit blieb beim Landgericht Stadtsteinach (1879 in Amtsgericht Stadtsteinach umgewandelt). Die Gemeinde hatte 1964 eine Gebietsfläche von 5,765 km². Am 1. Januar 1972 wurde die Gemeinde im Zuge der Gebietsreform in Bayern in die Gemeinde Presseck eingegliedert.

### Einwohnerentwicklung

#### Gemeinde Schlackenreuth
| Jahr      | 1819   | 1840   | 1852   | 1855   | 1861   | 1867   | 1871   | 1875   | 1880   | 1885   | 1890   | 1895   | 1900   | 1905   | 1910   | 1919   | 1925   | 1933   | 1939   | 1946   | 1950   | 1952   | 1961  | 1970   |
| Einwohner | 296    | 346    | 351    | 391    | 355    | 392    | 385    | 409    | 374    | 378    | 350    | 321    | 291    | 304    | 257    | 233    | 237    | 217    | 197    | 287    | 265    | 235    | 187   | 143    |
| Häuser    |        |        |        |        |        |        | 54     |        |        | 46     | 47     |        | 45     |        |        |        | 45     |        |        |        | 41     |        | 42    |        |
| Quelle    | [ 13 ] | [ 14 ] | [ 14 ] | [ 14 ] | [ 15 ] | [ 16 ] | [ 17 ] | [ 18 ] | [ 19 ] | [ 20 ] | [ 21 ] | [ 14 ] | [ 22 ] | [ 14 ] | [ 23 ] | [ 14 ] | [ 24 ] | [ 14 ] | [ 14 ] | [ 14 ] | [ 25 ] | [ 14 ] | [ 8 ] | [ 26 ] |

#### Ort Schlackenreuth
| Jahr      | 001818 | 001819 | 001861 | 001871 | 001885 | 001900 | 001925 | 001950 | 001961 | 001970 | 001987 |
| Einwohner |        | 91     | 98     | 127    | 112    | 81     | 58     | 81     | 50     | 39     | 26     |
| Häuser    | 13     |        |        |        | 13     | 13     | 12     | 11     | 12     |        | 12     |
| Quelle    | [ 7 ]  | [ 13 ] | [ 15 ] | [ 17 ] | [ 20 ] | [ 22 ] | [ 24 ] | [ 25 ] | [ 8 ]  | [ 26 ] | [ 1 ]  |

## Religion
Schlackenreuth ist seit der Reformation evangelisch-lutherisch geprägt und nach Heilige Dreifaltigkeit (Presseck) gepfarrt.